# Ночью правит террор
«Ночью правит террор» (англ. The Night Holds Terror; дословно «Ночь таит в себе ужас») — фильм нуар режиссёра Эндрю Л. Стоуна, который вышел на экраны в 1955 году.
Фильм рассказывает о банде преступников (Винс Эдвардс, Джон Кассаветис, Дэвид Кросс), которая захватывает на автотрассе случайного водителя (Джек Келли), проникает в его дом, берёт в заложники его семью, требует продать машину, а затем вымогает деньги у его богатого отца.
Фильм получил единодушно хорошие отзывы критики, отметившей напряжённость и увлекательность картины, сделанной на скромном бюджете. При этом были высоко оценены сценарий, режиссура, операторская работа и монтаж, а также сильная игра молодого актёрского состава.
Наряду с такими фильмами нуар, как «Окаменелый лес» (1936), «Тёмное прошлое» (1948), «Ки-Ларго» (1948), «Он бежал всю дорогу» (1951), «Доля секунды» (1953), «Часы отчаяния» (1955) и многими другими, эта картина относится к субжанру, рассматривающему ситуацию с захватом и удержанием заложников.

## Сюжет
Инженер Джин Куртье (Джек Келли) возвращается с работы на авиабазе в Лас-Вегасе домой в город Линкольн, Калифорния. В пустыне Мохаве, через которую проходит дорога, Джин останавливается, чтобы подвезти попутчика Виктора Госсета (Винс Эдвардс). Через несколько минут Виктор наставляет на Джина пистолет и отбирает его бумажник. Обнаружив там лишь 10 долларов, Виктор требует свернуть с шоссе на просёлочную дорогу, где в нескольких милях его ожидают у машины двое сообщников — Роберт Бэтсфорд (Джон Кассаветис) и Лютер Логан (Дэвид Кросс). Разозлённый тем, что у Джина оказалось всего 10 долларов, Бэтсфорд заставляет его снять пиджак и ботинки, и лечь на живот, после его в ярости несколько раз стреляет в землю рядом с ним. Испуганный Джин просит не убивать его, говоря, что достанет денег, в частности, может продать свою машину за 1800 долларов. Бандиты соглашаются на предложение Джина и вместе с ним отправляются в автосалон в Линкольне. В автосалоне Джин ищет возможность убежать через служебную дверь. Однако он вынужден отказаться от своего плана, так как рядом с дверью стоит ребёнок с матерью, которые могут пострадать в случае его побега. Управляющий салоном готов заплатить за машину Джина 2000 долларов, однако в кассе у него есть только 500 долларов наличными, и потому он просит прийти за деньгами на следующий день. Вопреки протестам Джина бандиты решают провести ночь в его доме. Бандиты надевают на Джина чёрные непрозрачные очки, чтобы он не увидел номер их автомобиля. Во время парковки машины в гараже дома Джина, он остаётся наедине с Логаном, наиболее вменяемым из бандитов. Джин предлагает ему сначала 10, а затем и 20 тысяч долларов за то, чтобы они оставили в покое его семью. Джин рассказывает, что может попросить деньги у своего богатого отца, который владеет сетью магазинов в Линкольне, однако Логан не верит Джину. Бандиты проходят в дом, где их встречает жена Джина по имени Дорис (Хильди Паркс) и двое маленьких детей, которые приходят в ужас от вида трёх угрожающего вида мужчин с оружием. На протяжении вечера в гости к Куртье пытается зайти соседка Филлис (Джойс Макласки), а затем — знакомая семейная пара, которая хотела попрощаться перед переездом в другой город, однако по указанию бандитов Джин не пускает никого в дом и резко обрывает с ними разговор. Под угрозой убийства Джин также вынужден резко свернуть разговор с позвонившим по телефону отцом. Выпив несколько коктейлей, Виктор начинает заигрывать с Дорис и пытается обнять её на кухне, за что Дорис даёт ему пощёчину. Некоторое время спустя Виктор включает музыку и заставляет Дорис с ним танцевать. Когда же он пытается её поцеловать, у Джина не выдерживают нервы, он вскакивает и бьёт Виктора, после чего сам получает несколько ударов от бандитов. В конце концов, Бэтсфорд, который является неформальным главарём банды, успокаивает Виктора, говоря, что они должны вести себя тихо, в противном случае их поведение может привлечь нежелательное внимание со стороны соседей. Виктор успокаивается, однако обещает отомстить Джину. Бэтсфорд надевает домашний халат Джина и занимает для сна хозяйскую спальню, помещая всю семью Куртье в маленькую детскую комнату. Из соседней комнаты за ними наблюдают Логан и Госсет. Когда Логан выходит в туалет, а Госсет начинает засыпать, Джин находит в шкафу пару ножниц, с которыми крадётся к Госсету, рассчитывая убить его и завладеть его оружием. Однако перед самым ударом Джин медлит, так как не может убить человека. В этот момент появляется Логан с пистолетом в руке и отбирает у Джина ножницы.
На следующее утро Джин с Госсетом и Бэтсфордом едут в салон, где получают деньги за машину. После этого бандиты возвращаются в дом, чтобы забрать Логана и уехать окончательно. Перед отъездом Бэтсфорд решает взять Джина с собой в качестве заложника, чтобы семья не могла уведомить полицию. В последний момент Дорис подбегает к машине бандитов и заявляет им, что если Джин через полчаса не позвонит и не скажет, что он свободен, она свяжется с полицией. После отъезда бандитов Дорис отправляет детей к соседке Филлис, строго запрещая им рассказывать что-либо о случившемся. Через пять минут после отъезда Бэтсфорд, который перед отъездом специально положил кусочек бумажки на телефон, возвращается в дом Куртье, чтобы проверить, не позвонила ли Дорис в полицию. Убедившись, что бумажка на месте, Бэтсфорд ещё раз пугает Дорис тем, что её муж находится у него в заложниках, а затем отбывает вместе с сообщниками и Джином. В машине бандиты настраивают радио на полицейскую волну, проверяя, не ведётся ли их розыск. Тем временем к Дорис заходит Филлис, встревоженная замкнутостью и подавленностью детей. Не выдержав напряжения, Дорис через несколько минут рассказывает ей о том, что произошло, однако несмотря на уговоры соседки, отказывается звонить в полицию до тех пор, пока не позвонит Джин. Когда бандиты останавливаются, чтобы заправить автомобиль, Джин, оставшись с Логаном наедине, уговаривает его дать ему возможность сбежать. Логан рассказывает, что познакомился с Бэтсфордом и Госсетом лишь два дня назад, и примкнул к ним только ради того, чтобы грабить, но не убивать. Когда они останавливаются в пустыне, Логан рассказывает Бэтсфорду о том, что богатый отец Джина сможет заплатить крупный выкуп за освобождение сына. Бэтсфорд задумывается, однако перехватив нервный взгляд Джина, который должен позвонить Дорис через полчаса после отъезда, отправляется в город в поисках телефона. По истечении 30 минут Дорис звонит в полицию, сообщая в подробностях обо всём что произошло и давая описания преступников. Банду немедленно объявляют в розыск. Несколько минут спустя Бэтсфорд звонит Дорис, требуя с отца Джина огромный выкуп в 200 тысяч долларов за освобождение сына. Дорис требует позвать к телефону Джина, который успевает прокричать в трубку, что бандиты слушают полицейскую волну. Дорис немедленно сообщает об этом главному детективу Коулу (Эдди Марр), и он немедленно блокирует использование полицейской волны для дальнейших переговоров по делу. Однако журналистам удаётся что-то прознать, и один из них приходит к Дорис домой. После этого Коул собирает всех журналистов полицейского пула, объясняя им реальную ситуацию, и обращается к ним с просьбой ничего не публиковать и не передавать в эфир до тех пор, пока Джин не будет освобождён. Техник полиции выводит на телевизор в доме Куртье специальный полицейский канал, по которому Дорис рассматривает базу фотографий преступников, в итоге опознавая Виктора Госсета. Коул приглашает к сотрудничеству представителя телефонной компании Хендерсона (Джонатан Хейл), с помощью которого удаётся установить, что последний звонок бандиты сделали из телефона-автомата, расположенного где-то в долине Сан-Фернандо. Во время очередного разговора Дорис сообщает бандитам, что отец Джина собирает деньги, однако на это потребуется не менее суток. Вечером по просьбе полиции, местный телеканал в вечерних новостях передаёт специальный репортаж о том, насколько эффективно полиция справляется со случаями похищения людей, что оказывает дополнительное психологическое давление на бандитов. В занятом ими горном домике Логан и Госсет с тревогой слушают этот репортаж, в то время, как Бэтсфорд отправляется в город, чтобы угнать новую машину. Затем, оставшись наедине Логаном, Джин уговаривает его не слушать Госсета и отпустить его, так как в противном случае Логану может грозить смертная казнь. Когда Логан начинает сомневаться, Джин набрасывается на Госсета и избивает его, в результате чего тот теряет сознание. Джин и Логан выбегают на улицу, замечая на горной дороге оставленный автомобиль. В тот момент, когда они пытаются его завести, мимо проезжает возвращающийся Бэтсфорд. Заметив их, Бэтсфорд убивает Логана на месте, возвращаясь обратно в дом вместе с Джином. Наконец, когда Бэтсфорд звонит Дорис, люди на телефонной станции приступают к установлению номера, с которого осуществляется звонок. Для этого необходимо время, и отец Джина (Стэнли Эндрюс), который прибыл из Лос-Анджелеса, в разговоре с Бэтсфордом тянет время, насколько это возможно. Наконец, когда Бэтсфорд собирается прервать разговор, Дорис хватает трубку и требует, чтобы к телефону немедленно подвели Джина. Она требует, чтобы он задал проверочный вопрос в доказательство того, что он жив, а его голос не записан на магнитофон. Это даёт возможность выиграть ещё несколько бесценных секунд. Наконец, телефонная компания устанавливает номер телефона и адрес, откуда звонит Бэтсфорд, и туда немедленно подъезжает полицейский отряд, который уже дежурил в том районе. Начинается перестрелка, в ходе которой Бэтсфорд получает ранение, а Госсета задерживают. Услышав выстрелы, Дорис опасается, что могли убить Джина, однако несколько секунд спустя он берёт трубку и сообщает, что с ним всё в порядке.

## В ролях
- Джек Келли — Джин Куртье
- Хильди Паркс — Дорис Куртье
- Винс Эдвардс — Виктор Госсет
- Джон Кассаветис — Роберт Бетсфорд
- Дэвид Кросс — Лютер Логан
- Эдди Марр — капитан Коул
- Джек Крачен — детектив Поуп
- Джойс Макласки — Филлис Харрисон
- Джонатан Хейл — Боб Хендерсон
- Барни Филипс — Странске
- Рой Нил — диктор новостей на телевидении
- Джоэл Марстон — репортёр
- Гай Кингсфорд — полицейский техник
- Стэнли Эндрюс — мистер Кортье (в титрах не указан)

## Создатели фильма и исполнители главных ролей
Продюсер, сценарист и режиссёр фильма Эндрю Л. Стоун в 1950-е годы поставил серию качественных нуаровых триллеров, среди них «Шоссе 301» (1950), «Стальная ловушка» (1952), «Проект убийства» (1953) и «Крик ужаса» (1958), а за фильм «Джулия» (1956) он был номинирован на «Оскар» как лучший сценарист.
Актёр Винс Эдвардс, начавший голливудскую карьеру в 1951 году, впоследствии удачно сыграл в фильмах нуар «Убийство» (1956) и «Убийство по контракту» (1958), однако наибольшей известности добился благодаря главной роли врача в многолетних сериалах «Бен Кейси» (1961—1966) и «Мэтт Линкольн» (1970—1971).
Джон Кассаветис впоследствии стал известен благодаря актёрским работам в фильмах «Убийцы» (1964), «Грязная дюжина» (1967), «Ребёнок Розмари» (1968) и «Ярость» (1978). Он также прославился как один из первопроходцев американского независимого кино, выступив сценаристом, режиссёром и часто исполнителем одной из ролей в фильмах «Тени» (1958), «Мужья» (1970), «Женщина под влиянием» (1974), «Убийство китайского букмекера» (1976), «Премьера» (1977) и «Потоки любви» (1984).
Как отмечает Хэл Эриксон, исполнительница главной женской роли Хильди Паркс впоследствии сделала успешную карьеру как актриса и особенно как продюсер на телевидении и в театре.

## История создания фильма
Рабочее название этого фильма — «Ужас в ночи» (англ.  Terror in the Night ).
По информации Американского института киноискусства, фильм основан не реальном случае, имевшем место в феврале 1953 года. Фильм открывается закадровым рассказом, который ведётся на фоне фотографии реальной семьи Куртье, которая показана под титрами. В рассказе, в частности, говорится: «Практически во всех важных аспектах это реальная история. Всюду, где только возможно, мы использовали реальные места действия и даже слова участников событий. Это история семьи — семьи Куртье». По словам историка кино Дениса Шварца, «фильм увязывает реальное дело о похищении 1954 года с вымышленными событиями».

## Юридические проблемы в связи с прокатом фильма
Газета «Лос-Анджелес Таймс» в августе 1955 года написала о том, что семья осуждённого похитителя людей и вооружённого грабителя Леонарда Д. Мэхана-младшего выдвинула иск против Columbia Pictures и Эндрю Л. Стоуна, обвиняя их в нарушении его права на неприкосновенность частной жизни. В иске, в частности, утверждалось, что семья подверглась остракизму, а Мэхан-старший был уволен с работы из-за того, что Мэхан-младший, который отбывал 7-летний срок в тюрьме «Сан-Квентин», был изображён в фильме (в роли Бэтсфорда) как «жестокий главарь банды». Истцы требовали запретить демонстрацию картины, однако судья отверг это требование.
В ноябре 1955 года, согласно «Лос-Анджелес Таймс», Мэхан-младший подал иск на 750 тысяч долларов за причинённый ему ущерб, содержащий также требование выплачивать ему долю прибыли от проката картины. Иск был подан против Columbia, Стоуна и Юджина Куртье, реальной жертвы этого случая. Мэхан-младший утверждал, что фильм был сделан без его согласия, не отразил тот факт, что он не признал своей вины, а также понизил его шансы на условно-досрочное освобождение.

## Оценка фильма критикой

### Общая оценка фильма
Фильм удостоился высоких оценок критики. После его выхода на экраны кинообозреватель Говард Томпсон в газете «Нью-Йорк Таймс» отметил, что «сценарист-режиссёр-продюсер Стоун должен быть высоко оценен за то, чего он добился в этом плотном, экономичном и постоянно напряжённом маленьком фильме». По словам Томпсона, «в первой части картины, когда трио отчаянных бандитов захватывает дом и до крайней степени изводит семью, саспенс нарастает постоянно и убедительно». Затем, когда в действие вступает полиция, картина приобретает «полудокументальный» характер со сценами «экшна, которые выполнены увлекательно».
Спенсер Селби назвал картину «значимым вкладом в серию саспенс-триллеров, сделанных в 1950-е годы Эндрю Стоуном и его женой», а TV Guide указал, что это «хорошо выстроенный, мощный и напряжённый фильм нуар, который основан на правдивой истории». Леонард Молтин описал картину как «мрачный маленький фильм о семье, которую берут в заложники», а Майкл Кини отметил, что это «плотный драматичный триллер, в основу которого положена реальная история», отметив «крепкую игру Келли, Кассаветиса и Эдвардса в начале их карьер».
По словам Хэла Эриксона, «хотя фильм основан на реальной истории, главным источником вдохновения для него стал успех фильма „Часы отчаяния“ (1955) студии Paramount». Критик считает, что «Ночью правит террор» — «это очень сильный саспенс-фильм», который «лишь иногда обращается к клише фильмов о семьях, взятых в заложники». Как заметил Крейг Батлер, «из-за схожести с более известной лентой „Часы отчаяния“ этот фильм почти никогда не становится предметом обсуждения и редко показывается. Хотя это и не шедевр, но на удивление сильный триллер». Как далее пишет Батлер, «работая в привычном для себя полудокументальном стиле (включая закадровое повествование, которое не всегда полезно и некоторых может раздражать), режиссёр и сценарист Эндрю Л. Стоун создаёт довольно лаконичный фильм, который тем не менее насыщен страхом и напряжённостью». По мнению критика, это «сложная комбинация, но она срабатывает на всём протяжении картины лишь с несколькими запинками».
Историк кино Блейк Лукас отмечает, что в сравнении с «Часами отчаяния» (1955), «более высокобюджетным и значительно более престижным произведением на ту же тему», этот фильм обладает «подлинным нуаровым видением». В своём фильме «Стоун использует терроризируемую семью не для демонстрации добродетельной жизни среднего класса, как это делает Уайлер», а для того, чтобы показать «непредвидимые опасности нуарового криминального мира». И главное, что требуется семье у Стоуна для преодоления постигшего их кошмара это «проявить больше отваги и коварства, чем они привыкли» в обычной жизни. По словам Дениса Шварца, «это живой чёрно-белый фильм нуар», который «основан на реальных событиях при изменении лишь некоторых небольших деталей». Шварц отмечает, что «повествование ведётся в полудокументальном стиле и сопровождается закадровым комментарием». Киновед пишет, что «этот фильм сходен с вышедшим ранее „Часы отчаяния“ (1955) с Богартом, но он более нуаровый», отметив также, что «попытки сделать криминальный фильм такого типа предпринимались не раз, но не многим удавалось донести в такой же степени его захватывающий характер».

### Оценка работы режиссёра и творческой группы
Томпсон отмечает работу «отважного мистера Стоуна, который просто засучивает рукава и делает максимум из того, чем располагает, допустив лишь парочку ошибок», а также «операторскую работу Фреда Джекмана, которая выполнена реалистично и без ненужных прикрас». Томпсон завершает свою статью словами, что «мистер Стоун довольно давно погрузился в криминальное кино, и здесь в этой аккуратной маленькой картине он наконец крепко стоит на ногах. Продолжайте в таком же духе, мистер Стоун».
Современный историк кино Блейк Лукас, особенно отметил «первостепенную значимость вклада в этот фильм монтажёра Вирджинии Стоун, жены Эндрю Стоуна. Сложный монтаж, перемежающий сцены работы правоохранителей и телефонной компании, с одной стороны, и драмы заложников и преступников, с другой, создаёт сильное напряжение и впечатление необыкновенной плотности для фильма продолжительностью 85 минут». Шварц также отмечает, что «Стоун хорошо наращивает саспенс, а жена-монтажёр Вирджиния (в финале картины) преумножает напряжённость». Как пишет Батлер, фильм «по большей части снимался на натуре, а не в студийных декорациях, благодаря чему большая часть интерьеров смотрится аутентично». Такой реализм даёт убедительное ощущение того, что «мечта о безопасном пригороде может превратиться в кошмар». Батлер отмечает, что «в то время, как сценарий следует правилам жанра „семья, попавшая в заложники“ и немногое в сюжете удивляет, тем не менее Стоуну удаётся заставить зрителей гадать и волноваться». По мнению критика, своим «лучшим эпизодом фильм во многом обязан монтажёру Вирджинии Стоун — это эпизод, в котором полиция вступает в гонку со временем, чтобы отследить телефонный звонок от злодеев».

### Оценка актёрской игры
Как написал Томпсон, «большая часть актёров совершенно неизвестна, разве только по работе на телевидении». По мнению критика, «как супружеская пара, Джек Келли и Хильди Паркс, так и их мучители слишком молоды, и лишь один из всей пятёрки (Винс Эдвардс) кажется способным прихлопнуть муху». Тем не менее, «все они, включая Джона Кассаветиса и Дэвида Кросса, справляются со своими задачами довольно хорошо, а мисс Паркс по-настоящему великолепна».
По мнению Лукаса, «бандиты в фильме Уайлера мелодраматичны и намного менее страшны, чем более реалистично представленное трио в фильме Стоуна. В целом, актёры-новички Стоуна выглядят сильнее опытных актёров Уайлера. Джон Кассаветис, который всегда силён в патологических ролях, особенно тонок и увлекателен в фильме Стоуна». Батлер считает, что все актёры «дают крепкую игру, Джон Кассаветис и Винс Эдвардс особенно угрожающи, однако наибольших аплодисментов заслуживает сенсационная игра Хильди Паркс в роли жены».